# Родиго
Родиго (итал. Rodigo) — коммуна в Италии, располагается в регионе Ломбардия, в провинции Мантуя.
Население составляет 5177 человек (2008 г.), плотность населения составляет 123 чел./км². Занимает площадь 41 км². Почтовый индекс — 46040. Телефонный код — 0376.
Покровителем населённого пункта считается святой San Bernardino da Siena.

## Демография
Динамика населения:

## Города-побратимы
- Берг, Германия (2004)

## Администрация коммуны
- Официальный сайт: https://web.archive.org/web/20060514083816/http://www.comune.rodigo.mn.it/dwdefault.htm